# 5987 Liviogratton
5987 Liviogratton este un asteroid din centura principală, descoperit pe 6 iunie 1975, de Observatorio Félix Aguilar.